# Ryoko Takara
Ryoko Takara (高良 亮子?, Takara Ryoko; Naha, 9 aprile 1990) è un'ex calciatrice giapponese di ruolo centrocampista.
Prima del ritiro ha indossato la maglia della nazionale maggiore del suo paese.

## Carriera

### Club
Takara dopo aver conseguito il diploma di scuola superiore, entra a far parte dell'INAC Kobe Leonessa dal 2009. Si è trasferita a Vegalta Sendai. Nel 2017 si è trasferita al club norvegese Toppserien LSK Kvinner. Si è ritirata alla fine della stagione 2017.

### Nazionale
Il 22 settembre 2013, Takara ha debuttato con la nazionale giapponese contro la Nigeria. Ha giocato 3 partite per il Giappone fino al 2015.

## Statistiche

### Cronologia presenze e reti in nazionale
| Cronologia completa delle presenze e delle reti in nazionale ― Giappone | Cronologia completa delle presenze e delle reti in nazionale ― Giappone | Cronologia completa delle presenze e delle reti in nazionale ― Giappone | Cronologia completa delle presenze e delle reti in nazionale ― Giappone | Cronologia completa delle presenze e delle reti in nazionale ― Giappone | Cronologia completa delle presenze e delle reti in nazionale ― Giappone | Cronologia completa delle presenze e delle reti in nazionale ― Giappone | Cronologia completa delle presenze e delle reti in nazionale ― Giappone |
| Data                                                                    | Città                                                                   | In casa                                                                 | Risultato                                                               | Ospiti                                                                  | Competizione                                                            | Reti                                                                    | Note                                                                    |
| ----------------------------------------------------------------------- | ----------------------------------------------------------------------- | ----------------------------------------------------------------------- | ----------------------------------------------------------------------- | ----------------------------------------------------------------------- | ----------------------------------------------------------------------- | ----------------------------------------------------------------------- | ----------------------------------------------------------------------- |
| 22-9-2013                                                               | Isahaya                                                                 | Giappone                                                                | 2 – 0                                                                   | Nigeria                                                                 | Amichevole                                                              | -                                                                       |                                                                         |
| 1-8-2015                                                                | Wuhan                                                                   | Corea del Nord                                                          | 4 – 2                                                                   | Giappone                                                                | EAFF Women's Championship                                               | -                                                                       |                                                                         |
| 8-8-2015                                                                | Wuhan                                                                   | Cina                                                                    | 0 – 2                                                                   | Giappone                                                                | EAFF Women's Championship                                               | -                                                                       |                                                                         |
| Totale                                                                  |                                                                         | Presenze                                                                | 3                                                                       |                                                                         | Reti                                                                    | 0                                                                       |                                                                         |